# Tu foto
«Tu foto» es una canción del cantante portorriqueño Ozuna. Se lanzó el 28 de abril de 2017 como sencillo de su primer álbum de estudio Odisea. En la lista Hot Latin Songs de Billboard, alcanzó la ubicación número ocho. El tema se certificó con disco de oro en Italia, y con once discos de platino en Estados Unidos.

## Antecedentes y composición
Se anunció a través de las redes sociales del cantante para ser estrenada el 28 de abril del 2017 junto con un video oficial. La pista se estrenó como antesala de su álbum debut de Odisea. El tema fue escrito por el cantante junto a José Aponte, Neison Meza, Jean Soto y Vicente Saavedra, la producción estuvo a cargo de Bless The Producer, Hi Music Hi Flow y Yampi. La pista aborda en sus letras, como una relación del pasado le corazón roto y su único recuerdo que al cantante le queda es su "Foto".

## Vídeo musical
El video musical de «Tu foto» se estrenó el 28 de abril de 2017. El video musical se grabó en Caracas, Venezuela, el cual estuvo bajo la dirección del venezolano Nuno Gomes. En el se una historia en la que tres personas pierden a sus seres queridos por malas decisiones. Este es el primer tema en el que Ozuna toca lo más sentimental.

## Rendimiento comercial
El tema logró aparecer en la lista Billboard Hot Latin Songs, alcanzando la posición número ocho. Adicionalmente, se certificó con 11 discos de platino en dicho país. En España, el sencillo apareció en la ubicación dieciséis en la lista de PROMUSICAE.

## Posicionamiento en listas
| Listas (2017)                         | Mejor posición |
| ------------------------------------- | -------------- |
| España (PROMUSICAE)                   | 16             |
| Estados Unidos (Hot Latin Songs)      | 8              |
| Estados Unidos (Latin Rhythm Airplay) | 5              |

## Certificaciones
| País (organismo certificador) | Certificación       | Unidades certificadas |
| ----------------------------- | ------------------- | --------------------- |
| Estados Unidos (RIAA)         | 11x Platino (Latin) | 660 000               |
| Italia (FIMI)                 | Oro                 | 25 000                |